# Spinatimonomma stevensi
Spinatimonomma stevensi es una especie de coleóptero de la familia Monommatidae.

## Distribución geográfica
Habita en Tonkin (Birmania).